# Olga Sokolovskaja
Olga Borisovna Sokolovskaja (Russisch: Ольга Борисовна Соколовская) (Donetsk, 26 juli 1991) is een Russische basketbalspeelster.

## Carrière
Sokolovskaja begon haar carrière bij Tsjevakata Vologda 2 in 2008. In 2009 stapte ze over naar Spartak-Peduniversitet Penza. In 2010 ging ze naar Dinamo Novosibirsk.
Sokolovskaja won met Rusland zilver in 2011 op het Europees kampioenschap basketbal (meisjes onder de 20).

## Privé
De vader van Olga is basketbalcoach Boris Sokolovski. Ze heeft een broer, Aleksej die ook basketbalcoach is, en een zus Irina Sokolovskaja die ook een internationale basketbalspeler is. Haar moeder Valentina, was een nationale basketbalspeelster van Tadzjikistan.

## Erelijst
- Europees kampioenschap basketbal (meisjes onder de 20):
  - Zilver: 2011